# Sunrise Nippon/Horizon
«Sunrise Nippon/Horizon» (Sunrise日本／Horizon?  "Amanece Japón/Horizonte") es el segundo sencillo que sacan y el primero que contiene dos canciones principales (A-side) de la banda Arashi. El sencillo salió en dos ediciones. Tanto la regular y la limitada contienen dos canciones junto con sus karaokes, sólo la limitada salió en forma de frisbee y se incluía un set de pegatinas.

## Información del sencillo

### "Sunrise Nippon"
- Letras: F&T
- Compuesto por: Makaino Kouji

### "Horizon"
- Letras: Takeshi
- Compuesto por: Tanimoto Shin

## Lista de pistas
| Pista # | Título de pista                                    | Duración |
| ------- | -------------------------------------------------- | -------- |
| 1       | "Sunrise Nippon" ("Sunrise日本")                   | 4:46     |
| 2       | "Horizon"                                          | 4:33     |
| 3       | "Sunrise Nippon" (Karaoke) ("Sunrise日本"カラオケ) | 4:45     |
| 4       | "Horizon" (Karaoke)                                | 4:33     |